# Rudy (województwo lubelskie)
Rudy – wieś w Polsce położona w województwie lubelskim, w powiecie puławskim, w gminie Końskowola. Leżą w odległości 5 kilometrów na wschód od Puław oraz 10 km na zachód od Kurowa i 42 km od Lublina. Przez wieś przepływa rzeka Kurówka.
Wieś stanowi sołectwo gminy Końskowola. Według Narodowego Spisu Powszechnego z roku 2011 wieś liczyła 336 mieszkańców.
Wierni Kościoła rzymskokatolickiego należą do parafii Znalezienia Krzyża Świętego i św. Andrzeja Apostoła w Końskowoli.

## Edukacja, kultura i rozrywka
Na Rudach został wybudowany kort tenisowy oraz boisko do koszykówki.

## Historia
Pierwsza wzmianka o wsi Rudki znajduje się w kronice Jana Długosza z 1443 roku i opowiada o płaceniu dziesięciny kościołowi w Witowskiej Woli. Z czasem nazwa wsi ewaluowała do obecnej. Wieś Rudy położona w powiecie lubelskim  województwa lubelskiego, wchodziła w 1662 roku w skład majętności końskowolskiej Łukasza Opalińskiego. Wieś należała do klucza końskowolskiego.
W latach 1911–1913 nielegalne kursy dla ludności prowadził tam Władysław Cholewa.
W latach 1975–1998 miejscowość administracyjnie należała do ówczesnego województwa lubelskiego.
W Rudach urodzili się:
- Tomasz Koter – poseł na Sejm II kadencji
- Andrzej Koter – poseł na sejm II i Sejm V kadencji
- Stanisław Koter – poseł Sejmu Ustawodawczego

## Etymologia nazwy
Nazwa wsi pochodzi od produkowaniu żelaza z rudy darniowej w XII i XIII wieku w oparciu o zasoby drewna z lasów znajdujących się na granicy obecnych wsi Młynki i Rudy. Młyny były nastawione na przemiał rudy.